# 室賀厚
室賀 厚（むろが あつし、1964年5月18日 - ）は、日本の映画監督。大阪府出身。明治大学商学部卒業。

## 経歴
高校生時代から、自主で8ミリ映画を監督したりして映画に親しんでいた。明治大学商学部在学中は映画研究会に在籍し、先輩の大川俊道に師事する。
大学卒業後はジャパンホームビデオに就職する。サラリーマン勤務の傍ら、自主製作映画の監督や脚本執筆などを手掛ける。
1987年、集英社主催の「ビジネスジャンプ映像大賞」にて自主製作作品『HELP ME!』がグランプリを受賞する。それがきっかけで、JHVのオリジナルビデオ第1弾作品『ブローバック・真夜中のギャングたち』で商業監督デビュー。
1995年、松竹映画『SCORE』で劇場映画にも進出。直接制作費3000万円の超低予算で作ったことで注目を集める。
現在は大川俊道・柏原寛司とともに、自身たちの会社「KOM PICTURES」を拠点に活動中。

## 作品

### 映画
- SCORE（1995年、製作：奥山和由）
- 大統領のクリスマスツリー（1996年）※監督協力
- THE GROUND 地雷撤去隊（1998年）
- ろくでなしBLUES'98（1998年、ポニーキャニオン、パル企画）
- JUNK 死霊狩り（2000年）ジャパンホームビデオ
- MONKEY EXPRESS -モンキー・エクスプレス（2001年）
- GUN CRAZY Episode1・Episode2（2002年） - キュームービー＝パイオニアLDC、ジャパンホームビデオ
- GUN CRAZY Episode3・Episode4（2003年） - パイオニアLDC、ジャパンホームビデオ、マックス・エー、東洋化成
- キャプテン（2008年）
- スーパーカブ（2008年）
- 湾岸ミッドナイトTHE MOVIE（2009年）
- DEATH MATCH デスマッチ（2014年）
- キリマンジャロは遠く（2016年）※監督補
- 復讐したい（2016年）
- デリバリー（2019年）
- ランサム（2023年春予定、製作総指揮：奥山和由）

### Vシネマ
- ブローバック 真夜中のギャングたち（1990年、ジャパンホームビデオ）
- ブローバック2 夕陽のギャングたち（1991年、ジャパンホームビデオ、松下プロ）
- LONG GOOD-BYE VENUS スウィート・スキャンダル 激射!!ソープランド講座（1992年、ジャパンホームビデオ）秋乃桜子主演
- ザ・ワイルドビート 裏切りの鎮魂歌（1994年、JHV）
- DOG FIGHT 野良犬たちの挽歌（2000年、東映ビデオ）
- オーバーレブ!（2001年、カレス・コミュニケーションズ）
- あ・キレた刑事2（2001年、東映ビデオ）
- 海賊仁義（2005年）
- 悪党ジョーカー（2007年）
- 人生逆転ゲーム（2010年）
- 人生奪回ゲーム（2012年）※『人生逆転ゲーム』の続編
- 追跡者 SHOT GUN（2012年）
- 狼の流儀（2012年）
- 狼の流儀2（2012年）

### WEB
- 893239（2006年）

### テレビアニメ
- マシンロボ クロノスの大逆襲（1987年） - 脚本
- Bugってハニー（1987年） - 脚本 / 室賀あつし名義